# Li Jong-ok

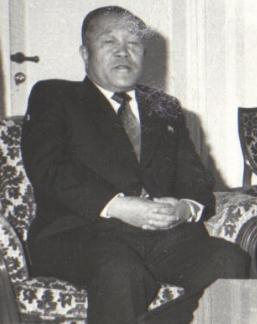
Li Jong-ok

Li Jong-ok (리종옥; 李鍾玉) (Kimch'aek, 10 januari 1916 - Pyongyang, 23 september 1999) was een Noord-Koreaans staatsman. 
Li Jong-ok streed als partizaan tegen de Japanners ten tijde van de Tweede Wereldoorlog. Na de oorlog bekleedde hij diverse hoge staatsfuncties en posities binnen de communistische Koreaanse Arbeiderspartij (CND). Hij was jarenlang lid van het Centraal Comité van de partij.
Van december 1977 tot januari 1984 was hij minister-president en daarna van 1984 tot 1998 vicepresident. Na het overlijden van Kim Il-sung in 1994 namen de vicepresidenten het ambt van staatshoofd waar totdat Kim Jong Nam op 5 september 1998 tot staatshoofd werd beëdigd.
In 1998 werd Li Jong-ok benoemd tot vicevoorzitter van het Presidium van de Opperste Volksvergadering.